# العلاقات الرواندية السورية
العلاقات الرواندية السورية هي العلاقات الثنائية التي تجمع بين رواندا وسوريا.

## مقارنة بين البلدين
هذه مقارنة عامة ومرجعية للدولتين:
| وجه المقارنة                                              | رواندا                                                | سوريا                    |
| --------------------------------------------------------- | ----------------------------------------------------- | ------------------------ |
| المساحة (كم2)                                             | 26.34 ألف                                             | 185.18 ألف               |
| عدد السكان (نسمة)                                         | 12.21 مليون                                           | 18.27 مليون              |
| الكثافة السكانية (ن./كم²)                                 | 463.55                                                | 98.66                    |
| العاصمة                                                   | كيغالي                                                | دمشق                     |
| اللغة الرسمية                                             | اللغة الكينيارواندا، اللغة الإنجليزية، اللغة الفرنسية | اللغة العربية            |
| العملة                                                    | فرنك رواندي                                           | ليرة سورية               |
| الناتج المحلي الإجمالي (بليون دولار)                      | 9.14 مليار                                            | 60.20 مليار              |
| الناتج المحلي الإجمالي (تعادل القوة الشرائية) بليون دولار | 20.46 مليار                                           |                          |
| الناتج المحلي الإجمالي الاسمي للفرد دولار أمريكي          | 697                                                   |                          |
| الناتج المحلي الإجمالي للفرد دولار أمريكي                 | 1.66 ألف                                              |                          |
| مؤشر التنمية البشرية                                      | 0.483                                                 | 0.594                    |
| رمز المكالمات الدولي                                      | +250                                                  | +963                     |
| رمز الإنترنت                                              | .rw                                                   | .sy                      |
| المنطقة الزمنية                                           | ت ع م+02:00                                           | ت ع م+02:00، ت ع م+03:00 |

## منظمات دولية مشتركة
يشترك البلدان في عضوية مجموعة من المنظمات الدولية، منها:
| علم المنظمة | اسم المنظمة                               | تاريخ انضمام رواندا | تاريخ انضمام سوريا |
| ----------- | ----------------------------------------- | ------------------- | ------------------ |
|             | مؤسسة التنمية الدولية                     | 30 سبتمبر 1963      | 28 يونيو 1962      |
|             | يونسكو                                    | 7 نوفمبر 1962       | 16 نوفمبر 1946     |
|             | وكالة ضمان الاستثمار متعدد الأطراف        | 27 سبتمبر 2002      | 14 مايو 2002       |
|             | الأمم المتحدة                             | 18 سبتمبر 1962      | 24 أكتوبر 1945     |
|             | الاتحاد البريدي العالمي                   | ?                   | ?                  |
|             | البنك الدولي للإنشاء والتعمير             | 30 سبتمبر 1963      | 10 أبريل 1947      |
|             | الاتحاد الدولي للاتصالات                  | 12 ديسمبر 1962      | 12 يناير 1924      |
|             | منظمة حظر الأسلحة الكيميائية              | ?                   | ?                  |
|             | مؤسسة التمويل الدولية                     | 6 نوفمبر 1975       | 28 يونيو 1962      |
|             | المركز الدولي لتسوية المنازعات الاستشارية | 14 نوفمبر 1979      | 24 فبراير 2006     |
|             | منظمة الشرطة الجنائية الدولية             | ?                   | ?                  |

## وصلات خارجية
- موقع وزارة الخارجية الرواندية